# Георгій II (цар Абхазії)
Георгій II (груз. გიორგი; д/н — 957) — 9-й цар Абхазії у 923—957 роках.

## Життєпис
Походив з династії Леонідів (Анчабадзе). Старший син абхазького царя Костянтина III і доньки Адарнасе II, царя Тао-Кларджеті. У 923 році після смерті батька спадкував трон. Проте його молодший брат Баграт також висунув свої права на владу, отримавши допомогу від Гургена II, князя Тао. Баграта було оголошено царем. До цього додалося повстання сина Георгія II — Костянтина, еріставі Картлі, що почалося 926 року. Але цей заколот було швидко придушено — Георгій II взяв в облогу фортецю Уплісцихе, де перебував Костянтин, зрадою виманив того, а потім засліпив і кастрував його. За цим призначив іншого сина — Леона — еріставі Картлі. Втім війна між братами тривала 7 років, доки Баграт II раптово не помер в 930 році.
Така ситуація призвела, що Кахетія і Гереті перестали визнавати зверхність Абхазії. У 930-х роках за підтримки клану Гардабані Георгію II вдалося перемогти Квіріке II, князя Кахетії. За цим уклав союз з Гургеном II, царем Тао-Кларджеті, а останній визнав зверхність Абхазії. Був також в союзі з Візантійською імперією, від якої отримав титул магістра.
943 року Георгій II відправив військо проти Абаса I, царя Вірменії, намагаючись навернути того до православ'я. Але вірмени завдали поразки абхазам.
956 року Квіріке II, якого було відновлено в Кахетії, спровокував повстання в Картлі. Георгій II відправив для придушення повстання свого сина Леона, але під час цього походу 957 року Георгій II помер, тому Леон не завершивши компанії повернувся до Кутаїсі, щоб коронуватися.

## Меценатство
Активно підтримував православну церкву. Грузинські джерела називають його будівельником церков. Цар заснував собори Св. Миколая в Хопі і Успіння Пресвятої Богородиці в Мокві, церкву Квітаулі в Кіачі. За його панування відбувається остаточне затвердження християнство як офіційна релігія в Аланії.

## Родина
Дружина — Олена
Діти:
- Костянтин (д/н—926), еріставі Картлі
- Леон (д/н—969), 11-й цар Абхазії
- Деметре (д/н—976), 12-й цар Абхазії
- Теодозіо (д/н—978), 13-й цар Абхазії
- Баграт
- донька, дружина Шурта, аристократа з Кахетії
- Гурандухт (960—999), дружина Гургена II Багратіоні, царя Тао-Кларджеті
- донька, дружина Абаса I, царя Вірменії